# Friends (film, 1988)
Pour les articles homonymes, voir Friends (homonymie).
Pour plus de détails, voir Fiche technique et Distribution.
Friends est un film japono-suédois réalisé par Kjell-Åke Andersson, sorti en 1988.

## Fiche technique
- Titre français : Friends
- Réalisation : Kjell-Åke Andersson
- Scénario : Kjell-Åke Andersson d'après la pièce de Kōbō Abe
- Photographie : Peter Mokrosinski
- Musique : Anders Hillborg
- Pays d'origine : Suède - Japon
- Date de sortie : 1988

## Distribution
- Dennis Christopher : John
- Sven Wollter : Zeb
- Stellan Skarsgård : Matt
- Lena Olin : Sue
- Anita Wall : Jennifer
- Helena Bergström : Bonnie
- Anki Lidén : la blonde
- Ann Petrén